# سكين جبل العركى
سكين جبل العركى هي سكين فاخر مصنوع من العاج والصوان من فترة ما قبل الأسرات في التاريخ المصري (نقادة الثالث، حوالي 3200 قبل الميلاد.). في عام 1914، استحوذ عليها جورج بنديت من تجارة التحف لصالح متحف اللوفر، وتعرض الآن في الغرفة 20. جبل العركى، هو هضبة بالقرب من مدينة نجع حمادي بوسط مصر، تم اعتباره موقع الاكتشاف. اكتسبت السكين شهرة من خلال ديكور مقبضها، حيث تم تصوير كل من الزخارف المصرية القديمة والفن الغرب آسيوي.

## الأبعاد والمواد والتصنيع

### النصل
- جانب التقشير المموج للنصل
- الجانب المصقول للنصل
- تفاصيل التسنينات
- تفاصيل التسنينات

صنع النصل من صوان مصفر ويبلغ وزنه 92.3 جرام. أبعادها بالضبط هي:
| طول:             | 18.8 سم |
| عرض منتصف النصل: | 5.7 سم  |
| سمك النصل:       | 0.6 سم  |
| طول لسان المقبض: | 3.0 سم  |
| عرض لسان المقبض: | 3.7 سم  |

صنع النصل بأربع خطوات: أولاً، تم تحضير الخامة الأولية. ثم صقل كلا الجانبين. في الخطوة الثالثة، تم تزيين الواجهة بما يسمى "تقنية "التقشير المموج ripple flake". بدءًا من نهاية المقبض، تم طرق حزوز بعكس اتجاه عقارب الساعة، مما شكل سلسلة مسننة في منتصف النصل. ربما تم ذلك باستخدام أدوات مدببة مصنوعة من النحاس وكان لها غرض زخرفي بحت. وأخيرا، تم تزويد الجزء الخلفي من السكين بحافة مائلة. تم تزويد الحد بتسنينات صغيرة.

### القبضة
- الجهة الخلفية للمقبض مع العروة البارزة
- الجهة الأمامية للمقبض
- جهة جانبية للمقبض مع العروة البارزة
- جهة جانبية للمقبض مع العروة البارزة

استخدام عاج فرس النهر كمادة للمقبض. وهو مسطح للغاية ويحتوي على جانب واحد العروة البارزة مثقوبة مركزياً، والتي كانت تستخدم لتثبيت السكين على النطاق بحزام. المقبض له الأبعاد التالية:
| طول:                | 9.5 سم |
| العرض في القاعدة:   | 4.2 سم |
| متوسط السماكة:      | 1.2 سم |
| طول العروة البارزة: | 2.0 سم |
| عرض العروة البارزة: | 1.3 سم |
| سمك العروة البارزة: | 1.0 سم |

في المقبض تجويف عميق 5.5 سم على جانبه السفلي، ليدخل فيه لسان المقبض بطول 3 سم. بين الاثنين كان ضماد من صفيحة ذهبية، والتي تم العثور على بقايا منها على كل من المقبض والنصل. ربما لصق كلا القسمين من السكين باستخدام راتنج.

## ديكورالنقش

### جانبالعروة البارز

#### الصف الأول

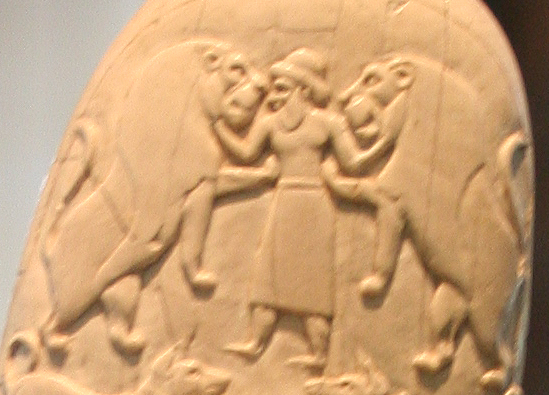
الصف الأول - "رب الحيوانات" مع اثنين من الأسود

يُظهر الصف العلوي من جانب العروة البارزة زخارفًا تظهر بشكل متكرر في الفن الغرب آسيوي المبكر لهذه الحقبة، ويُعرف في البحث باسم «سيد الحيوانات». يمكن التعرف على رجل يتطلع إلى اليسار ويهاجم أسدين يقفان على قائمتيهما الخلفيتين. يرتدي الرجل تنورة منسدلة تصل حتى منتصف ساقه وتبدأ عند مستوى خصره في انتفاخ يمكن تمييزه بوضوح. لحية كاملة تمتد حتى صدره. تم تفسير غطاء رأسه بشكل مختلف. وهو يتألف من إطار منتفخ وجزء علوي نصف دائري. يمكن أن يمثل الإطار المنتفخ ديادمًا، ومن ثم يصير الجزء العلوي على شكل قلنسوة. ومع ذلك، فإن هذا التفسير يبدو إشكاليًا، نظرًا لأن قمة الجمجمة قد تم نقلها بعيدًا جدًا هنا، لذلك يبدو تفسيرًا آخر أكثر ترجيحًا، ألا وهو أنه يجب اعتبار الأطار المنتفخ والجزء العلوي نصف الدائري معًا كنوع من غطاء رأس من قطعة واحدة.

ذراعا الرجل مثنيتان. بهما يمسك الأسدين الواقفين على يساره ويمينه. يلمسه الأسد الأيسر بمخلبه اليسار، ويمسه الأسد الأيمن بمخلبه اليمين. يميز الأسدين حجمهما الهائل. 

#### الصف الثاني

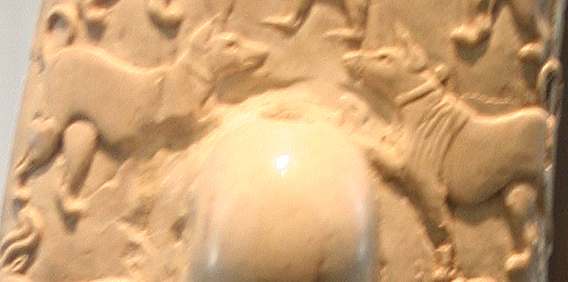
الصف الثاني - كلبان متقابلان

يُظهر المشهد الثاني كلبين يقابلان بعضهما البعض. يرتدي كلاهما طوقًا ويرفع كل منهما مخلبًا أماميًا يلمسان به العروة البارزة بينهما. يتم التأكيد بشكل خاص على أكتاف الحيوانان بطيات الجلد التي نحتت هناك مرتبة في نطاق واسع من الانتفاخات المتوازية. يختلف هذا التمثيل غير الطبيعي إلى حد كبير عن الأشكال الجسدية (ولكن ليس تصوير الحركة) للحيوانات الأخرى المصورة. 

#### الصف الثالث

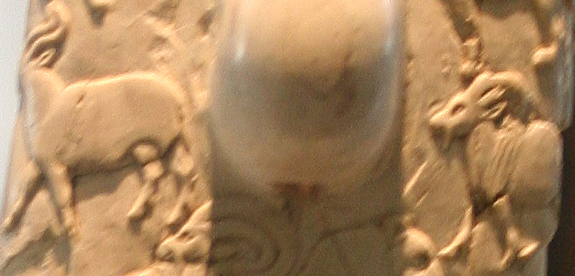
الصف الثالث - حيوانات

الصف الثالث يظهر اثنين من الحيوانات تتوجه لليسار. على يسار العروة البارزة، يمكن رؤية غزال، على اليمين وعل. ولم يبقى الجزء الخلفي من الوعل. خمن جورج بنديت أن هذا المشهد يجب أن يمتد إلى الجانب الآخر من مقبض السكين: هناك صورة لرجل يحمل حبلًا يمتد إلى اليسار. كان يشتبه في أن هذا الحبل يمكن أن يمثل اللاسو Lasso الذي يلتف حول الساق الخلفية اليسرى من الوعل.

#### الصف الرابع

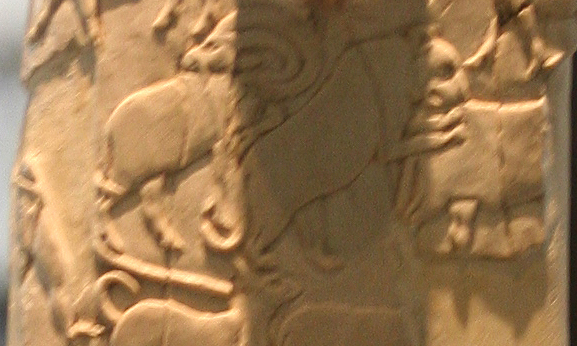
الصف الرابع - صيادون مع حيوانات

بعد ذلك، يتم عرض مجموعة من الحيوانات تتجه نحو اليمين وصياد. الصياد متشظي للغاية، فقط الساق اليمنى والفخذ الأيسر وغطاء العانة والبطن مرئية. من المحتمل أن يكون قد أمسك في يده حبلًا يقود إلى الكلب في الصف السفلي. على يمين الصياد يقف وعل على قائمتيه الخلفيتين، ويدور رأسه للخلف. القائمة الأمامية اليسرى مثنية، القائمة اليمنى متدلية. خمن بنديه أنه يمكن أن يرى أيضًا حلقة لاسو على الفخذ الخلفي الأيمن للوعل، إلا أنه من الأرجح أن هذه هي بقايا الرمح أو العصا التي كان الصياد يمسكها بين يديه.
على يمين الوعل هناك حيوانان آخران: يمكنك أن ترى لبؤة تضع أطرافها الأمامية على ظهر الماشية. البقر باقي بشكل غير كامل فقط، والجزء الأمامي ضائع تمامًا. ومع ذلك، يمكن تعريف الحيوان بوضوح على أنه أبقار، لأن بقايا القرن لا تزال مشاهدة.

#### الصف الخامس

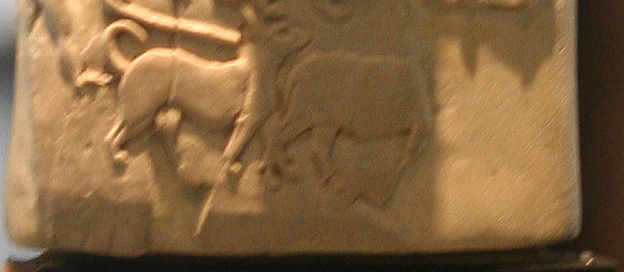
الصف الخامس - حيوانات

يُظهر الصف السفلي كذلك اثنين من الحيوانات تتجه لليمين. على اليسار، يمكنك رؤية كلب مشابه جدًا للمشهد في الصف الثاني. انه ينتمي إلى نفس السلالة، وكذلك عليه طوق. هناك خط متصل بهذا الطوق، والذي يؤدي على ما يبدو إلى الصياد الذي يحتل الصفين السفليين على الحافة اليسرى البعيدة من جانب العروة البارزة. وما إذا كان للكلب ثنيات جلدية أيضًا في نحت أسلوب كتفه كما للكلبين العلويين لا يمكن الجزم بشكل واضح بسبب الاهتراء القوي.

يتبع حيوان آخر، بقي منه الجزء الخلفي فقط. حجم وشكل الجسم تشير إلى أنه يمكن أن يكون وعلًا. من غير المعروف ما إذا كان قد تم تصوير حيوان آخر على الحافة اليمنى من الصورة، نظرًا لتشظي هذه المنطقة من المقبض بشكل سيء للغاية. 

### الجانب بلا عروة بارزة

#### الصف الأول والثاني

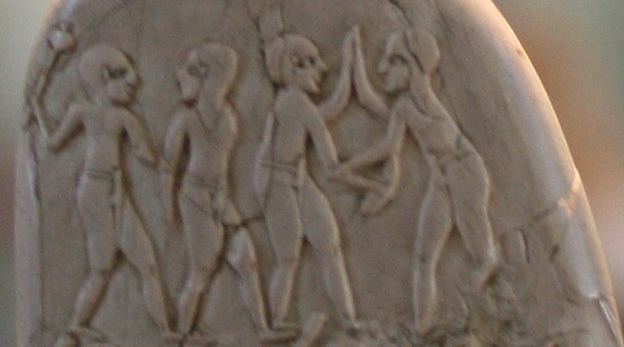
الصف الأول - مشاهد قتال

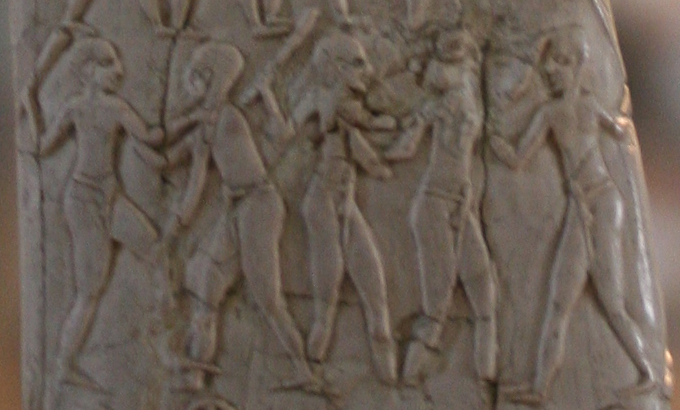
الصف الثاني - مشاهد قتال

يظهر في الصفين العلويين من الجانب بلا العروة البارزة مشاهد قتال يضم ما مجموعه تسعة رجال، وجميعهم يرتدون فقط غطاء العانة. يمكن تحديد الرجال بحزبين، بتتميزهم من خلال تصفيفة الشعر. أحد الحزبين حليق الرأس، بينما للآخر شعرًا طويلًا. يشكل الرجال أربع مجموعات.
المجموعة الأولى تتكون من رجل حليق الرأس يتجه إلى اليمين ورجل ذو شعر طويل يركض في نفس الاتجاه وينظر إلى حليق الرأس. ويحمل حليق الرأس هراوة في يده اليمنى ويمسك في الأخرى الرجل ذو الشعر الطويل، والذي قيد ذراعيه خلف ظهره. لذلك يصور المشهد أسر الأسير.
في مقابل المشهد لا يزال خصوم المجموعة الثانية في القتال. مرة أخرى يمكن رؤية فرد برأس حليق على اليسار وآخر طويل شعر الرأس على اليمين. ليس من الواضح أي منهما هو الأفضل، لكن ذو الرأس الحليق يحمل شيئًا في اليد اليمنى، وهو على الأرجح سكين صوان. ذو الشعر الطويل، غير مسلح.
مشهد مشابه جدا يتبع في النصف الأيسر من الصف الثاني. يمكن رؤية فرد ذو رأس حليق آخر على اليسار، وهذه المرة يحمل عصا قصيرة مرفوعة في يده اليمنى ويتأهب ليضرب. الرجل ذو الشعر الطويل الذي يواجهه غير مسلح مرة أخرى. ومع ذلك، لا يبدو أنه قد خسر المعركة قد حتماً، لأن ذو ذو الرأس الحليق لا يرتكز إلا على ساق واحدة وبالتالي فإن لديه وضعية غير آمنة للغاية.
المشهد الرابع يختلف عن سابقه في نواح عدة. من ناحية، يظهر هنا ثلاثة أشخاص بدلاً من شخصين. على اليسار واليمين يمكنك رؤية رجلان برأسين حليقين، وكلاهما يحمل عصا في يدهما اليمنى. بينهما رجل طويل الشعر يتوجه لليمين ويقاتل ذو الرأس الحليق الأيسر ويحاول في الوقت نفسه بذراعه اليسرى إبقاء الرجل الثاني على مسافة. كما أنه يختلف اختلافًا كبيرًا عن ذو الشعر الطويل الآخر: فمن ناحية، قام بتجديل شعره إلى جديلتين، بينما يمتلك الآخرون جديلة واحدة فقط. على الرغم من تشظي وجهه بشكل سيئ، إلا أن نهايات الضفائر مرئية بوضوح على صدره. من ناحية أخرى، فهو الرجل الوحيد ذو الشعر الطويل المسلح. في يده اليمنى يحمل سكينًا صوانيًا، يهدد به ذو الرأس الحليق الأيسر.

#### الصف الثالث

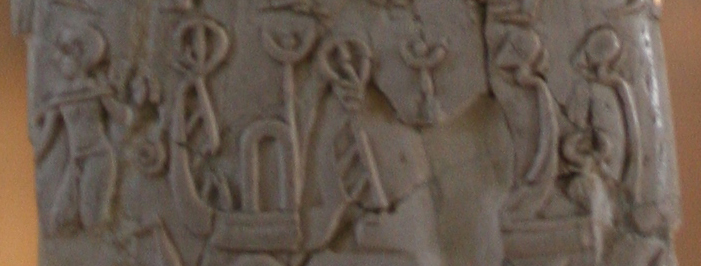
الصف الثالث - رجل مع حبل وسفينتين

يُظهر الصف الثالث رجلاً حليق الرأس على اليسار وسفينتين على يمينه. يحمل الرجل حبلًا في يديه، كما ذُكر أعلاه، يُعتقد أنه لاسو ملفوف حول قائمة الوعل المصور على الجانب الآخر من مقبض السكين. إلا أنه على الأرجح يمكن تفسيره بأنه في الواقع حبل يستخدمه الرجل لسحب السفن إلى الشاطئ.
السفينتين، والتان هما على الأرجح طوافاتان من البردي  لم تبقى كلها. لكن لا يزال بالإمكان رؤية أن الاثنين تتقاطعان في المشهد وأن الصورة اليمنة في المقدمة. يبدو أن بنية السفن متطابقة. على اليسار يوجد خلفية سفينة يؤدي منه حبل مشدود إلى السطح. بالإضافة إلى ذلك، هناك ربطات ثلاثية مستعرضة . هناك دائرة مكسورة في الجزء العلوي من خلفية سفينة. يأتي تاليًا يأتي المقصورة على اليمين. يظهر عمود، يبدو أنه سارية راية، يبرز من هذه المقصورة، وفي أعلى ها شيء على شكل هلال قرناه للأعلا وعليه دائرة. مقدمة السفينة تنتهي بشعب ولها زيادة بيضاوية مدببة. على السفينة اليمنى، يمكن رؤية شيء آخر في الطرف السفلي من المقدمة، على السفينة اليسرى المكان المقابل مهشم . من الصعب تفسير شيء لأنه لم ييبقى بالكامل. من خلال التمثيل الموازي في الصف الخامس من الصور، يمكن أن نستنتج أن رأس بقر معروض هنا.

#### الصف الرابع

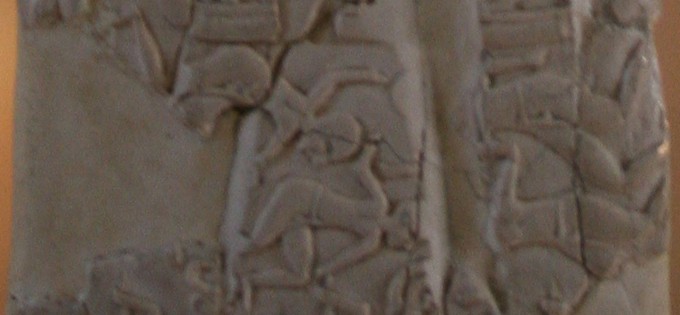
الصف الرابع - قتلا

تظهر أربع جثث في هذا الصف، ورؤوسها تواجه بعضها البعض. رأس الجثة اليمنى السفلى غير مخفوظ، وكذلك الرأس في الجزء العلوي الأيمن بالكاد باقِ. لهذا يمكن أن نرى بوضوح، على الأقل في الذين على اليسار، أنهما رأسان حليقان. هذا يبدو غريبا بعض الشيء لأن هذه المجموعة تبدو متفوقة في القتال في الصفين الأولين.
في هذا المكان، انكسرت قطعة كبيرة على الحافة اليسرى من المقبض. الجزء العلوي يصور في الأصل الساق والقدمين للرجل من الصف الثالث من المشاهد. ما تم تصويره أدناه غير واضح. من الناحية النظرية هناك مجال لجثة خامسة، ولكن في الطرف السفلي من موقع الكسر، لا تزال هناك بقايا صغيرة من النقش التي لا تناسب الجثة. تسمح التصويرات الموازية بالاستنتاج بأنه قد يكون طرف جناح للنسر .

#### الصف الخامس

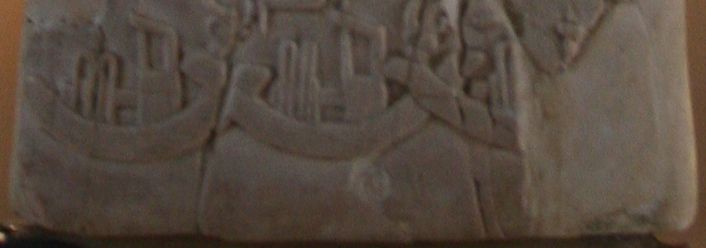
الصف الخامس - ثلاث سفن

أخيرًا، تتبع ثلاث سفن أخرى في الصف الخامس. أنها تختلف عن تلك الموجودة في الصف الثالث ويبدو أن هذه المرة لها هياكل خشبية. ومع ذلك، فإن ترتيبها هو نفسه كما في الصف الثالث، أي أن السفينة اليمنى في المقدمة واليسار في الخلفية. السفن لها هيكل على شكل هلال، على القوس (يسار) هناك رأس بقريات على السفينة اليمنى ورأس بقر على السفينة الوسطى، مثل هذا التمثيل مفقود على السفينة اليسرى.
هياكل السفن يصعب تفسيرها. يبدو أن هناك مقصورتين على المقدمة تشبه تلك الموجودة في الصف الثالث، ولكنها تظهر أضيق بكثير، والتي قد تكون بسبب نقص المساحة. في الجزء السفلي من الكبائن، وكذلك إلى اليسار واليمين منها، تظهر هياكل أخرى بوضوح، لكن وظيفتها غير واضحة. وأخيرا هناك كشك في العمق.

### أدبيات
- جورج بنديت: Le couteau de Gebel el -Arak . In: Mémoires publiés par l'Academie des Inscriptions et Belles-lettres. المجلد 22، 1916، ص. 1-34.
- راينر مايكل بومر: التأثيرات الشرقية على مقابض سكين مزخرفة من مصر ما قبل الأسرية. في: المعلومات الأثرية من إيران. New Episode volume 7، 1974، pp. 15–40.
- راينر مايكل بومر: جبل العراك وجبل الطريف: لا مزيفة. في: رسائل من معهد الآثار الألماني، قسم القاهرة (MDAIK). Volume 47، 1991، pp. 51–60.
- Krzysztof M. Cialowicz: La composition، le sens et la symbolique des scènes zoomorphes prédynastiques en relief. ليه مانش دي كوتو. In: Renée F. Friedman (ed.): أتباع حورس. دراسات مكرسة لمايكل ألن هوفمان. Oxford 1992، pp. 247–258.
- غونتر دريير: زخارف وتاريخ مقابض سكين قبل الأسرة المزينة. في: كريستيان زيجلر (ed.): L'art de l'Ancien Empire Egypt. Actes du colloque organisé au musée du Louvre par le Service culturel les 3 et 4 avril 1998 . باريس 1999، ص 195-226.
- رولف كراوس: للحصول على التصنيف التاريخي لشظايا السفينة برلين ÄGM 15084/15693 والسكين من جبل الأراك . في: إعلانات من جمعية المشرق الألماني . Volume 127، 1995، pp. 151–171.
- الكسندر شارف: أخبار عن أقدم العلاقات الثقافية المصرية البابلية. في: مجلة اللغة المصرية والتاريخ القديم، المجلد 71، 1935، الصفحات 89-106.
- أوي سيفرتسن: السكين من جبل العراك. In: Baghdader Mitteilungen Band 23، 1992، pp. 1–75.
- بيتر بول فيرتسالجي: سكاكين الصيد لأقرب ملوك مصر . في: I. كامبين / ج. هان / M. Uerpmann (ed.): آثار البحث - البحث عن آثار. منشور تذكاري Hansjürgen Müller-Beck. توبنغن 1996، ص 1-14.

### دليل المواقع
- Louvre.fr نسخة محفوظة 16 نوفمبر 2020 على موقع واي باك مشين.

### هوامش
1. ↑  G. Dreyer: Motive und Datierung der dekorierten prädynastischen Messergriffe. Paris 1999, S. 200–202.
2. ↑  G. Bénédite: Le couteau de Gebel el-'Arak. 1916, S. 14 f.
3. ↑  Björn Landström: Ships of the Pharaohs. 4000 Years of Egyptian Shipbuilding. London 1970, S. 16–19.
4. ↑  Björn Landström: Ships of the Pharaohs. 4000 Years of Egyptian Shipbuilding. London 1970, S. 19–21, Abb. 54–59.
5. ↑  U. Sievertsen: Das Messer vom Gebel el-Arak. 1992, S. 18.